# کنموتسو ۸۵۴۶
سیارک ۸۵۴۶ (به انگلیسی: 8546 Kenmotsu، نامگذاری:1994AH3) هشت هزار و پانصد و چهل و ششمین سیارک کشف شده‌است که در ۱۳ ژانویه ۱۹۹۴ کشف شد.
قدر مطلق سیارک برابر ۱۳٫۵۰ است.